# Hydrocotyle boliviana
Hydrocotyle boliviana là một loài thực vật có hoa trong Họ Cuồng. Loài này được (Kuntze) Mathias mô tả khoa học đầu tiên năm 1936.